# Attache (transport par câble)
Pour les articles homonymes, voir Attache.

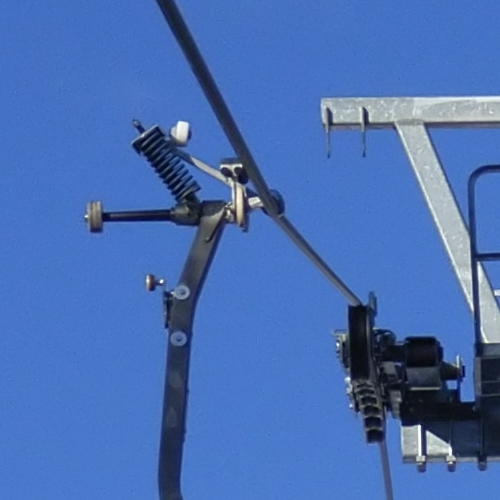
Une pince débrayable.

Une attache d'un moyen de transport par câble est un dispositif mécanique solidaire du véhicule (agrès, siège, cabine ou benne), qui le relie au câble en mouvement de façon à assurer son déplacement. L'attache est généralement liaisonnée au câble suivant le principe mécanique de la pince exerçant une force de serrage adaptée.
On trouve des attaches fixes, où le véhicule reste toujours relié, et des attaches débrayables, qui permettent à ce dernier d'être désolidarisé du câble dans les gares.
On trouve, en particulier, ce dispositif sur les téléskis, les télécabines, les télésièges, des téléphériques et des systèmes de transport hectométrique.

## L'attache fixe
L'attache fixe relie le véhicule au câble sans possibilité de découplage durant l'exploitation. Elle est composée d'une partie fixe liée à la suspente du véhicule, et d'une partie mobile qui vient serrer le câble via une tige filetée de serrage suivant le principe de l'étau. Elle peut ainsi être desserrée pour les opérations de maintenance, comme les déplacements de la position des véhicules sur le câble, effectués régulièrement pour limiter l'usure de ce dernier.
La pince se prolonge de part et d'autre de deux aiguilles, en métal ou en plastique, qui sont destinées à faciliter son passage sous les galets des pylônes compression.
L'attache fixe se retrouve essentiellement sur les véhicules des télésièges fixes, des téléskis à enrouleurs et des téléportés plus rares comme les télébennes ou les télécabines pulsées.

## L'attache débrayable

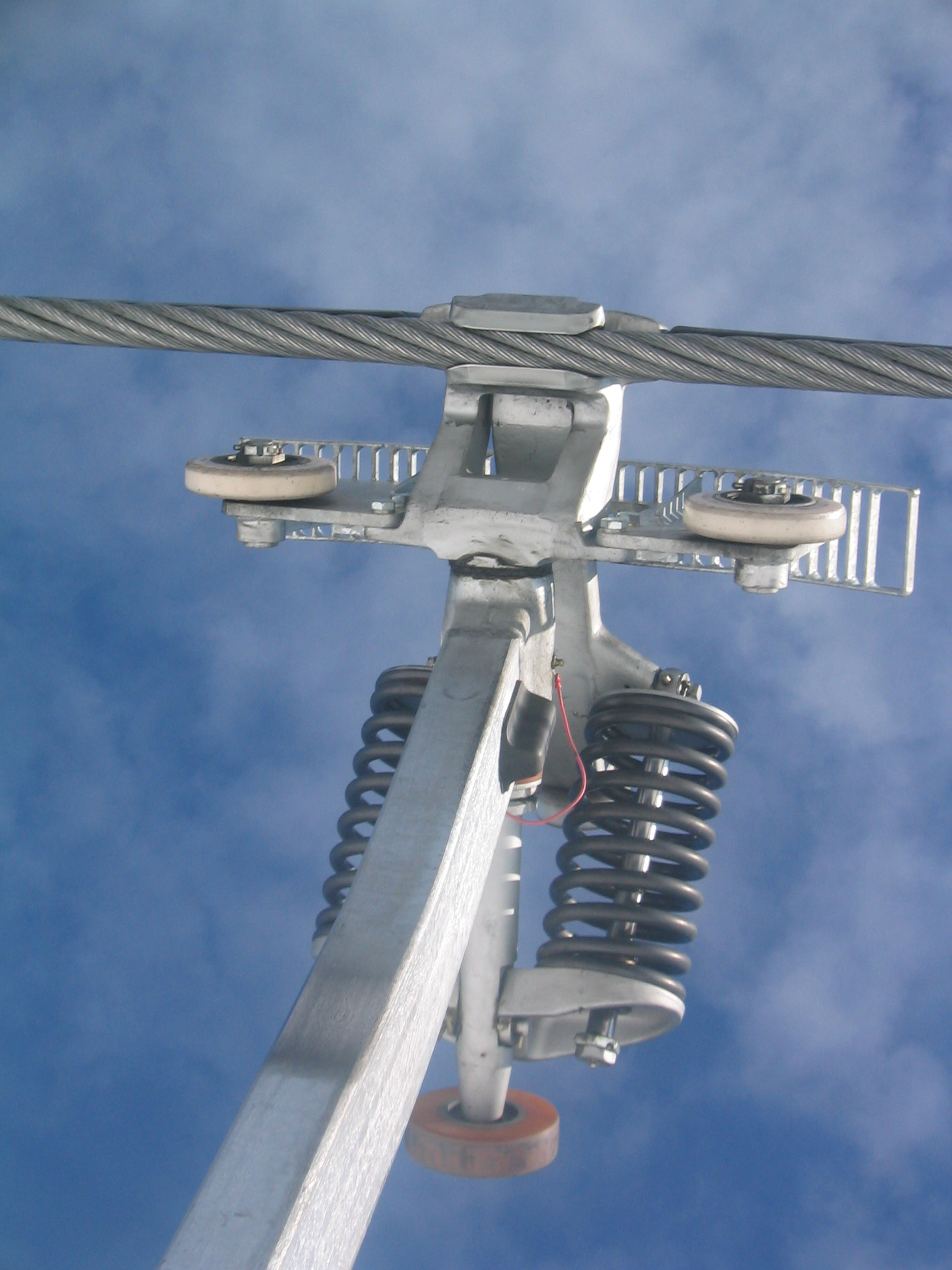
Pince débrayable à ressort.

L'attache débrayable permet au véhicule d'être désolidarisé du câble dans les gares et ainsi d'y être ralenti pour faciliter l'embarquement et le débarquement, sans nécessiter de ralentir la vitesse du câble et donc des autres véhicules présents en ligne.
Il s'agit d'une pince équipée d'un mors ayant la faculté de s'ouvrir mécaniquement. Durant le trajet, ce dernier est maintenu serré au câble sous la pression d'un ou plusieurs ressorts (on parle de pince à ressort), ou par le bais de barres de torsion qui se tordent suivant un coefficient de torsion connu (on parle alors de pince à torsion). En gare, le mors est ouvert par appui d'une came sur un levier de la pince, qui vient, à son tour, appuyer sur le ressort ou faire tourner la barre de torsion, ce qui permet au siège d'être débrayé ou embrayé sur le câble.
Cette catégorie d'attache se retrouve essentiellement sur les véhicules des télécabines et des télésiège débrayables, mais également sur les téléphérique 2S et 3S, les funitels et Double-Mono-Câble (DMC), ainsi que certains systèmes de transport hectométrique.
Les attaches débrayables modernes actuellement utilisées sur les appareils neufs dérivent de celle mise au point par Leitner, dans les années 1980, pour la pince à ressort à effort direct, et par Doppelmayr, dans les années 1990, pour la pince à torsion. Pour autant, la technologie débrayable existe depuis le XIXe siècle. Dès 1873, un système de pince (à embrayage manuel) est, pour la première fois, utilisé pour le transport de voyageurs sur les Cable Cars de San Francisco. Un an plus tard, Bleichert emploie des chariots débrayables sur son premier téléphérique de transport de matériaux et, dès 1896, commercialise une pince améliorée automatique. 
Le principe de pince est repris au XIXe siècle, où, avec le développement du transport par câble, en particulier l'apparition des télésièges débrayables (1945) et télécabine (1949), plusieurs autres technologies voient également le jour : pinces combinant gravité et ressort (Von Roll 101), pinces par gravité (Giovanola, et Von Roll VR104), pinces à ressort emprisonné (Sacmi, Poma S), pinces à vis avec rondelles élastiques (chez GMD), pinces à rondelles élastiques avec levier à came (Girak) ou mors pivotant librement (Montaz Mautino, Doppelmayr). Signalons également la technologie débrayable à crochet, employée dans les années 1950 par le Suisse Oehler et le Français Applevage, avec une demie suspente basse, solidaire de la cabine, qui s'accrochait à une demie suspente entraîneuse, solidaire du câble via une pince fixe.

## L'attache débrayable du téléski à perches

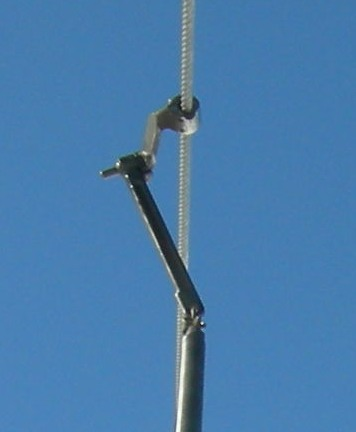
Attache découplable d'un téléski.

L'attache d'un téléski à perches débrayables se démarque du système de pince de l'attache débrayable classique. Elle est composée d'une douille dans laquelle passe le câble et qui ne peut en sortir. La perche est fixée à la douille par le biais d'une barre de déport. Ainsi, en ligne, le poids de l'agrès et du skieur vient provoquer l'abaissement de la barre et l'inclinaison de la douille qui se bloque sur le câble et provoque l'avancement de la perche.
En gare, la barre de déport repose sur un rail de façon que l'axe de la douille reste parallèle à l'axe du câble. La douille possède un rayon légèrement plus large que le câble ; ainsi, ce dernier glisse librement à l'intérieur et la perche n'avance pas.
Ce système a été mis au point par Jean Pomagalski en janvier 1944, après quelques tentatives malheureuses, et installé pour la première fois par Pierre Montaz sur le téléski du Lac Blanc à l'Alpe d'Huez, avant d'être perfectionné en 1946 par un entaillage de la douille destiné à parer tout glissement.